# Choroterpes ndebele
Choroterpes ndebele is een haft uit de familie Leptophlebiidae. De wetenschappelijke naam van de soort is voor het eerst geldig gepubliceerd in 1962 door Agnew.
De soort komt voor in het Afrotropisch gebied.